# كين هوليداي
كين هوليداي (بالإنجليزية: Kene Holliday)‏ مواليد 25 يونيو 1949 في كوبيغ، الولايات المتحدة، هو ممثل أمريكي بدأ مسيرته الفنية سنة 1971.

## الأعمال
- كوينسي إم إي
- ماتلوك
- دياجنوسيز: موردر

## روابط خارجية
- كين هوليداي على موقع IMDb (الإنجليزية)
- كين هوليداي على موقع إن إن دي بي (الإنجليزية)
- كين هوليداي على موقع قاعدة بيانات الفيلم (الإنجليزية)